# راس سایکس
راس سایکس (انگلیسی: Ross Sykes؛ زادهٔ ۲۶ مارس ۱۹۹۹ بازیکن فوتبال اهل بریتانیا است.
از باشگاه‌هایی که در آن بازی کرده‌است می‌توان به باشگاه فوتبال آکرینگتون استنلی اشاره کرد.